# يعقوب ساكا
يعقوب بن بطرس بن الشماس ساكا بالسريانية ܝܥܩܘܒ ܒܪ ܦܛܪܘܣ ܒܪ ܫܡܫܐ ܣܐܟܐ ولد في برطلة بقرب الموصل في العراق، وهام منذ نعومة أظافره بمحبة اللغة والطقوس الكنسية السريانية فانكب على دراستها بشوق وذلك في المدرسة السريانية في برطلة، كما انه أيضا كان يقصد الخوري بطرس الكلداني في كرمليس التي تبعد عن قريته 7 كم، كان يقطعها يومياً مشياً على الاقدام، تخرّج متبحراً في معرفة مفردات اللغة حتى تمكن من ناصيتها، وعُيّن معلماً للغة السريانية الآرامية في بلدته وفي مدرسة دير مار متى الكهنوتية، ومن طلابه في هذه الحقبة البطريرك شابا توما ماري (يعقوب الثالث) والمطران بولس بهنام.
في سنة 1906 رُسم شماسا انجيليا نظرا لعلمه ووداعته، وفي سنة 1929 رُقّي إلى درجة الكهنوت الشريف، وتوفي في نيسان من عام 1931.

## مصارد
- كتاب ادبنا السرياني الحديث للكاتب اوكين منوفر برصوم
- https://e-school.syriac-union.com/2018/03/28/ܩܫܝܫܐ-ܝܥܩܘܿܒ-ܣܐܟܐ-القس-يعقوب-ساكا/